# Prelatura territoriale di Trondheim
La prelatura territoriale di Trondheim (in latino Praelatura Territorialis Trudensis) è una sede della Chiesa cattolica in Norvegia immediatamente soggetta alla Santa Sede. Nel 2023 contava 16.530 battezzati su 744.580 abitanti. È retta dal vescovo Erik Varden, O.C.S.O.

## Territorio
La prelatura territoriale comprende le contee di Møre og Romsdal e Trøndelag, eccetto piccole porzioni di territorio che appartengono alla diocesi di Oslo.
Sede prelatizia è la città di Trondheim, nel Medioevo chiamata Nidaros, dove si trova la cattedrale di Sant'Olav.
Il territorio è suddiviso in 5 parrocchie situate nelle seguenti città: Trondheim, Kristiansund, Levanger, Molde e Ålesund.

## Storia
Nel Medioevo Nidaros, l'odierna Trondheim, era sede di una arcidiocesi, soppressa in seguito alla riforma protestante nel 1537.
Il 7 aprile 1931 fu istituita la missione sui iuris della Norvegia centrale con il breve Supremi Apostolatus di papa Pio XI, ricavandone il territorio del vicariato apostolico di Norvegia (oggi diocesi di Oslo).
Il 10 marzo 1944 la missione sui iuris fu elevata a prefettura apostolica con la bolla Maioris dignitatis di papa Pio XII.
Il 4 febbraio 1953 con la bolla Sollemne est Nobis dello stesso papa Pio XII la prefettura apostolica fu ulteriormente elevata a vicariato apostolico.
Il 28 marzo 1979 per effetto della bolla Cum Nobis di papa Giovanni Paolo II il vicariato è stato nuovamente elevato a prelatura territoriale e ha assunto il nome attuale.
Il 19 novembre 2016 il cardinale Cormac Murphy-O'Connor ha consacrato la nuova cattedrale di Sant'Olav.
Dal 2009 al 2019 la sede è stata vacante ed affidata in amministrazione al vescovo di Oslo.

## Cronotassi dei vescovi
Si omettono i periodi di sede vacante non superiori ai 2 anni o non storicamente accertati.
- Cyprian Witte, SS.CC. † (30 gennaio 1932 - 10 marzo 1944 dimesso)
- Antonius Deutsch, SS.CC. † (14 dicembre 1945 - 1953 dimesso)
- Johann Rüth, SS.CC. † (4 febbraio 1953 - 25 marzo 1974 ritirato)
- Gerhard Schwenzer, SS.CC. (29 agosto 1975 - 2 giugno 1981 nominato vescovo coadiutore di Oslo)
  - Sede vacante (1981-1997)[3]
- Georg Müller, SS.CC. † (20 giugno 1997 - 8 giugno 2009 dimesso)
  - Sede vacante (2009-2019)[4]
- Erik Varden, O.C.S.O., dal 1º ottobre 2019

## Statistiche
La prelatura territoriale nel 2023 su una popolazione di 744.580 persone contava 16.530 battezzati, corrispondenti al 2,2% del totale.
| anno | popolazione | popolazione | popolazione | presbiteri | presbiteri | presbiteri | presbiteri                | diaconi | religiosi | religiosi | parrocchie |
| anno | battezzati  | totale      | %           | numero     | secolari   | regolari   | battezzati per presbitero | diaconi | uomini    | donne     | parrocchie |
| ---- | ----------- | ----------- | ----------- | ---------- | ---------- | ---------- | ------------------------- | ------- | --------- | --------- | ---------- |
| 1949 | 230         | 480.000     | 0,0         | 53         | 5          | 48         | 4                         |         |           |           | 3          |
| 1970 | 553         | 571.553     | 0,1         | 16         | 8          | 8          | 34                        |         | 8         | 38        |            |
| 1980 | 779         | 601.500     | 0,1         | 6          | 1          | 5          | 129                       |         | 6         | 36        | 5          |
| 1990 | 1.644       | 600.000     | 0,3         | 5          |            | 5          | 328                       |         | 5         | 8         | 5          |
| 1999 | 2.576       | 627.934     | 0,4         | 6          | 3          | 3          | 429                       |         | 3         | 6         | 5          |
| 2000 | 2.803       | 630.000     | 0,4         | 6          | 3          | 3          | 467                       |         | 3         | 16        | 5          |
| 2001 | 2.902       | 630.000     | 0,5         | 6          | 4          | 2          | 483                       |         | 2         | 15        | 5          |
| 2002 | 3.080       | 635.936     | 0,5         | 7          | 5          | 2          | 440                       |         | 2         | 14        | 5          |
| 2003 | 3.228       | 637.400     | 0,5         | 8          | 6          | 2          | 403                       |         | 2         | 15        | 5          |
| 2004 | 3.228       | 640.105     | 0,5         | 5          | 4          | 1          | 645                       |         | 1         | 16        | 5          |
| 2013 | 12.887      | 696.914     | 1,8         | 10         | 6          | 4          | 1.287                     |         | 7         | 20        | 5          |
| 2016 | 13.643      | 715.059     | 1,9         | 13         | 10         | 3          | 1.049                     |         | 5         | 24        | 5          |
| 2019 | 16.056      | 722.320     | 2,2         | 12         | 9          | 3          | 1.338                     |         | 6         | 20        | 5          |
| 2021 | 16.300      | 733.940     | 2,2         | 13         | 9          | 4          | 1.253                     |         | 6         | 21        | 5          |
| 2023 | 16.530      | 744.580     | 2,2         | 15         | 12         | 3          | 1.102                     | 1       | 5         | 21        | 5          |